# アメリカ学会
アメリカ学会 (アメリカがっかい、英語: The Japanese Association for American Studies) は、アメリカ合衆国に関する学術的研究を行うことを目的とする日本の学会である（アメリカ学会規約第2条）。
現会長は中嶋啓雄（任2024年）。日本学術会議協力学術研究団体の一つである。

## 概要
東京大学法学部教授の高木八尺、慶應義塾大学法学部教授の藤原守胤らが設立した、旧アメリカ学会を前身とする。会長は、1966年に同学会が改組されるまで高木が一貫して務めた。
1966年1月、現在のアメリカ学会が設立された。2022年時点の会員数は約1300人。
事務局は大阪府大阪市西区あゆみコーポレーション内にある。
学会賞として清水博賞（下記参照）、中原伸之賞（2020年 - ）、斎藤眞賞（2009年 - ）を設けている。

## 会員
アメリカ学会の会員には、会の目的に賛同し事業に協力する個人または団体がなることができる。会員は、普通会員、維持会員および名誉会員の3種に分類される（規約第4条）。
普通会員となるためには、大学院修士課程修了ないしそれと同等以上の資格ないし研究歴・研究実績をもつことを要し（内規I．(1)）、会員2名の推薦と理事会の承認を得なければならない（規約第5条）。会費は年額8000円。ただし、大学院生会員の場合は年額6000円（規約第5条）。維持会費年額1口（3万円）以上を納める会員は維持会員の、一時に10口以上を寄付する会員は終身維持会員の資格を得る（規約第6条）。本学会の事業遂行に顕著な貢献ありとして理事会に推挙された者は、名誉会員となる。名誉会員は会費の納入を免除される（規約第7条）。年会費を3年間滞納すると退会処分となる（内規I．(3)）。

## 役員
規約に定められた役員の種別と人数は、会長1名、副会長2名、常務理事9-12名、理事35-40名、監事3名、評議員30-50名である。任期は2年で重任を妨げないが、常務理事の場合は連続3期まで（規約第8条）。会長・副会長および常務理事は、理事の互選で決定する。理事は35名を会員の選挙により選出し、5名以内を地域や専攻分野等を考慮して会長の推薦により理事会で決定する。評議員は理事会の推薦により会員の中から会長が指名委嘱する。監事は会員の選挙により選出する（規約第9条）。

### 歴代会長
アメリカ学会の歴代会長は以下の通り。
| 氏名         | 在任時期        | 所属大学(在任当時)                   | 専門分野                   |
| ------------ | --------------- | ------------------------------------ | -------------------------- |
| 高木八尺     | 1947年 - 1966年 | 東京大学                             | 米国政治史                 |
| 松本重治     | 1966年 - 1968年 | 国際文化会館                         | 日米関係                   |
| 上野直蔵     | 1968年 - 1970年 | 同志社大学                           | 中世米文学                 |
| 小原敬士     | 1970年 - 1972年 | 関東学院大学                         | 米国経済史                 |
| 清水博       | 1972年 - 1974年 | 立教大学                             | 米国史                     |
| 中屋健弌     | 1974年 - 1976年 | 成蹊大学                             | 米国史                     |
| 菅泰男       | 1976年 - 1978年 | 京都大学                             | 英米文学                   |
| 久保田きぬ子 | 1978年 - 1980年 | 成蹊大学                             | 米国憲法                   |
| 斎藤眞       | 1980年 - 1982年 | 東京大学(1981年まで)・国際基督教大学 | 米国政治史                 |
| 今津晃       | 1982年 - 1984年 | 京都大学                             | 米国史                     |
| 嘉治元郎     | 1984年 - 1986年 | 東京大学                             | 米国経済                   |
| 本間長世     | 1986年 - 1988年 | 東京大学                             | 政治文化論、アメリカ思想史 |
| 榊原胖夫     | 1988年 - 1990年 | 同志社大学                           | 交通経済学                 |
| 井出義光     | 1990年 - 1992年 | 筑波大学                             | 米国地域史                 |
| 有賀貞       | 1992年 - 1994年 | 一橋大学                             | 米国政治外交史             |
| 野村達朗     | 1994年 - 1996年 | 愛知学院大学                         | 米国史                     |
| 阿部斉       | 1996年 - 1998年 | 放送大学                             | 政治学、米国政治           |
| 佐藤宏子     | 1998年 - 2000年 | 東京女子大学                         | 英米文学                   |
| 新川健三郎   | 2000年 - 2002年 | フェリス女学院大学                   | ニューディール研究         |
| 長田豊臣     | 2002年 - 2004年 | 立命館大学                           | 南北戦争史                 |
| 油井大三郎   | 2004年 - 2006年 | 東京大学                             | 米国現代史                 |
| 五十嵐武士   | 2006年 - 2008年 | 東京大学                             | 米国政治外交史             |
| 有賀夏紀     | 2008年 - 2010年 | 埼玉大学                             | 米国社会史                 |
| 紀平英作     | 2010年 - 2012年 | 帝京大学                             | 米国現代史                 |
| 古矢旬       | 2012年 - 2014年 | 北海商科大学                         | 米国政治                   |
| 松本悠子     | 2014年 - 2016年 | 中央大学                             | 米国民族史                 |
| 久保文明     | 2016年 - 2018年 | 東京大学                             | 米国政治外交史             |
| 髙橋裕子     | 2018年 - 2020年 | 津田塾大学                           | 米国社会史                 |
| 宇沢美子     | 2020年 - 2022年 | 慶應義塾大学                         | 米国文学                   |
| 前嶋和弘     | 2022年 - 2024年 | 上智大学                             | 米国現代政治               |
| 中嶋啓雄     | 2024年 - 現職   | 大阪大学                             | 米国政治外交史             |

## 年次大会
年次大会は、毎年6月上旬の2日間開催される。会場校は、東京地域とその他の地域とから交互に選ばれるのが慣例。本学会の最高議決機関たる総会は、会長の召集により毎年1回開催することが定められており（規約第14条）、通常年次大会の際に開催される。会長は総会で毎年度の事業報告をしなければならない（規約第15条）。

## 学会刊行物
アメリカ学会の刊行物は以下の通り。
- 『アメリカ研究』 (The American Review)：1967年創刊[12]
- The Japanese Journal of American Studies：1981年11月創刊[13]
- 『アメリカ学会会報』 (The American Studies Newsletter)

## 清水博賞
「清水博賞」は本学会元会長の清水博とその妻からの寄付金を基金として、1996年に設置された賞である。対象は、若手会員による研究書のうち、初の単著として刊行されたもの。賞金5万円。

### 歴代受賞者
- 第1回（1996年）[15]：
  - 粂井輝子『外国人をめぐる社会史：近代アメリカと日系移民』雄山閣出版。ISBN　978-4-639-01307-5
  - 森本あんり『ジョナサン・エドワーズ研究：アメリカ・ピューリタニズムの存在論と救済論』創文社。ISBN　978-4-423-17094-6
  - 李鍾元『東アジア冷戦と韓米日関係』東京大学出版会。ISBN 978-4-13-036086-9
- 第2回（1997年）[16]：
  - 須藤功『アメリカ巨大企業体制の成立と銀行：連邦準備制度の成立と展開』名古屋大学出版会。ISBN 978-4-8158-0305-6
  - 中野聡『フィリピン独立問題史：独立法問題をめぐる米比関係史の研究（1929-46年）』龍溪書舎。ISBN 978-4-8447-8464-7
  - 藤平育子『カーニヴァル色のパッチワーク・キルト：トニ・モリスンの文学』學藝書林。ISBN 978-4-87517-036-5
- 第3回（1998年）[17]：
  - 樋口映美『アメリカ黒人と北部産業：戦間期における人種意識の形成』彩流社。ISBN　978-4-88202-448-4
  - 辻内鏡人『アメリカの奴隷制と自由主義』東京大学出版会。ISBN　978-4-13-026115-9
- 第4回（1999年）[18]：
  - 村田晃嗣『大統領の挫折：カーター政権の在韓米軍撤退政策』有斐閣。ISBN 978-4-641-04970-3
  - 上岡伸雄『ヴァーチャル・フィクション：マルチメディア時代のアメリカ文学』国書刊行会。ISBN　978-4-336-04075-6
- 第5回（2000年）[19]：
  - 田中きく代『南北戦争期の政治文化と移民：エスニシティが語る政党再編成と救貧』明石書店。ISBN　978-4-7503-1253-8
  - 馬暁華『幻の新秩序とアジア太平洋：第二次世界大戦期の米中同盟の軋轢』彩流社。ISBN　978-4-88202-557-3
- 第6回（2001年）[20]：
  - 和田光弘『紫煙と帝国：アメリカ南部タバコ植民地の社会と経済』名古屋大学出版会。ISBN 978-4-8158-0383-4
  - 黒沢眞里子『アメリカ田園墓地の研究：生と死の景観論』玉川大学出版部。ISBN　978-4-472-40231-9
- 第7回（2002年）[21]：
  - Yasuhiro Katagiri（片桐康宏）, The Mississippi State Sovereignty Commission: Civil Rights and States’ Rights, Jackson: University Press of Mississippi. [22]　ISBN 1578063884
  - 中嶋啓雄『モンロー・ドクトリンとアメリカ外交の基盤』ミネルヴァ書房。ISBN　978-4-623-03587-8
  - Izumi Hirobe（廣部泉）, Japanese Pride, American Prejudice: Modifying the Exclusion Clause of the 1924 Immigration Act, Stanford: Stanford Univ. Press.[23]　ISBN 0804738130
- 第8回（2003年）[24]：
  - 小塩和人『水の環境史：南カリフォルニアの二〇世紀』玉川大学出版部。ISBN　978-4-472-40286-9
  - 川島浩平『都市コミュニティと階級・エスニシティ：ボストン・バックベイ地区の形成と変容、1850-1940』御茶の水書房。ISBN　978-4-275-01938-7
  - 佐藤千登勢『軍需産業と女性労働：第二次世界大戦下の日米比較』彩流社。ISBN　978-4-88202-801-7
  - 髙橋裕子『津田梅子の社会史』玉川大学出版部。ISBN 978-4-472-40275-3
  - 待鳥聡史『財政再建と民主主義：アメリカ連邦議会の予算編成改革分析』有斐閣。ISBN　978-4-641-07666-2
  - 簑原俊洋『排日移民法と日米関係：「埴原書簡」の真相とその「重大なる結果」』岩波書店。ISBN 978-4-00-024412-1
  - Mari Yoshihara（吉原真里）, Embracing the East: White Women and American Orientalism, Oxford Univ. Press.[25]　ISBN 9780195145342
- 第9回（2004年）[26]：
  - 石山徳子『米国先住民族と核廃棄物：環境正義をめぐる闘争』明石書店。ISBN　978-4-7503-1873-8
  - Akiko Ochiai（落合明子）, Harvesting Freedom: African American Agrarianism in Civil War Era South Carolina, Westport: Praeger.[27]　ISBN 0275979350
  - 篠原初枝『戦争の法から平和の法へ：戦間期のアメリカ国際法学者』東京大学出版会。ISBN　978-4-13-036216-0
  - Etsuko Taketani（竹谷悦子）, U.S. Women Writers and the Discourses of Colonialism 1825-1861, Knoxville: Univ. of Tennesse Press.[28]　ISBN 1572332271
  - 常山菜穂子『アメリカン・シェイクスピア：初期アメリカ演劇の文化史』国書刊行会。ISBN　978-4-336-04606-2
- 第10回（2005年）[29]：
  - Eiichiro Azuma（東栄一郎）, Between Two Empires: Race, History, And Transnationalism in Japanese America, Oxford Univ. Press.[30]　ISBN 978-0-195159417
    - （日本語版）『日系アメリカ移民：二つの帝国のはざまで - 忘れられた記憶1868-1945』飯野正子監訳、明石書店、2014年。ISBN　978-4-7503-4028-9

  - 渡辺靖『アフター・アメリカ：ボストニアンの軌跡と〈文化の政治学〉』慶應義塾大学出版会。ISBN　978-4-7664-1078-5
- 第11回（2006年）[31]：
  - Tsuyoshi Ishihara（石原剛）, Mark Twain in Japan: The Cultural Reception of An American Icon, Columbia: Univ. of Missouri Press.[32]　ISBN 9780826219619
    - （日本語版）『マーク・トウェインと日本：変貌するアメリカの象徴』彩流社、2008年。ISBN　978-4-7791-1334-5

  - 本田量久『「アメリカ民主主義」を問う：人種問題と討議民主主義』唯学書房。ISBN　978-4-902225-20-4
  - 高原秀介『ウィルソン外交と日本：理想と現実の間 1913‐1921』創文社。ISBN　978-4-423-71067-8
  - 岡山裕『アメリカ二大政党制の確立：再建期における戦後体制の形成と共和党』東京大学出版会。ISBN　978-4-13-036224-5
- 第12回（2007年）[33]：
  - 天野拓『現代アメリカの医療政策と専門家集団』慶應義塾大学出版会。ISBN　978-4-7664-1284-0
  - 豊田真穂『占領下の女性労働改革：保護と平等をめぐって』勁草書房。ISBN　978-4-326-64875-7
  - 鎌田遵『「辺境」の抵抗：核廃棄物とアメリカ先住民の社会運動』御茶の水書房。ISBN　978-4-275-00439-0
- 第13回（2008年）[34]：
  - 高光佳絵『アメリカと戦間期の東アジア：アジア・太平洋国際秩序と「グローバリゼーション」』青弓社。ISBN　978-4-7872-2026-4
  - 平体由美『連邦制と社会改革：20世紀初頭アメリカ合衆国の児童労働規制』世界思想社。ISBN　978-4-7907-1265-7
  - 村田勝幸『〈アメリカ人〉の境界とラティーノ・エスニシティ：「非合法移民問題」の社会文化史』東京大学出版会。ISBN　978-4-13-026131-9
- 第14回（2009年）[35]：
  - 倉科一希『アイゼンハワー政権と西ドイツ：同盟政策としての東西軍備管理交渉』ミネルヴァ書房。ISBN　978-4-623-05183-0
  - 諏訪部浩一『ウィリアム・フォークナーの詩学：1930-1936』松柏社。ISBN　978-4-7754-0154-5
- 第15回（2010年）[36]：森聡『ヴェトナム戦争と同盟外交：英仏の外交とアメリカの選択1964-1968年』東京大学出版会。ISBN　978-4-13-036234-4
- 第16回（2011年）[37]：Hiroshi Kitamura（北村洋）, Screening Enlightenment: Hollywood and the Cultural Reconstruction of Defeated Japan, Ithaca: Cornell Univ. Press.[38] ISBN 9780801445996
  - （日本語版）『敗戦とハリウッド：占領下日本の文化再建』名古屋大学出版会、2014年。ISBN 978-4-8158-0775-7
- 第17回（2012年）：受賞作なし[39]。
- 第18回（2013年）[40]：
  - 青野利彦『「危機の年」の冷戦と同盟：ベルリン、キューバ、デタント 1961-63年』有斐閣。ISBN　978-4-641-04998-7
  - 貴堂嘉之『アメリカ合衆国と中国人移民：歴史のなかの「移民国家」アメリカ』名古屋大学出版会。ISBN　978-4-8158-0690-3
  - 新田啓子『アメリカ文学のカルトグラフィ：批評による認知地図の試み』研究社。ISBN　978-4-327-47225-2
- 第19回（2014年）[41]：橋川健竜『農村型事業とアメリカ資本主義の胎動：共和国初期の経済ネットワークと都市近郊』東京大学出版会。ISBN　978-4-13-026145-6
- 第20回（2015年）[42]：
  - Kazuyo Tsuchiya（土屋和代）, Reinventing Citizenship: Black Los Angeles, Korean Kawasaki, and Community Participation, Minneapolis: Univ. of Minnesota Press.[43] ISBN 9780816681129
  - 三牧聖子『戦争違法化運動の時代：「危機の20年」のアメリカ国際関係思想』名古屋大学出版会。ISBN　978-4-8158-0782-5
- 第21回（2016年）：南修平『アメリカを創る男たち：ニューヨーク建設労働者の生活世界と「愛国主義」』名古屋大学出版会。ISBN　978-4-8158-0811-2
- 第22回（2017年）：小野沢透『幻の同盟：冷戦初期アメリカの中東政策』（上下巻）名古屋大学出版会。上巻：ISBN　978-4-8158-0829-7　下巻：ISBN　978-4-8158-0830-3
- 第23回（2018年）：笠井俊和『船乗りがつなぐ大西洋世界：英領植民地ボストンの船員と貿易の社会史』晃洋書房。ISBN　978-4-7710-2893-7
- 第24回（2019年）：Hideaki Kami（上英明）, Diplomacy Meets Migration: US Relations with Cuba during the Cold War, Cambridge University Press, 2018.[44] ISBN 978-1-108423427
  - （日本語版）『外交と移民：冷戦下の米・キューバ関係』名古屋大学出版会、2019年。ISBN　978-4-8158-0948-5
- 第25回（2020年）：
  - Yoshiaki Furui（古井義昭）, Modernizing Solitude: The Networked Individual in Nineteenth-Century American Literature, Tuscaloosa: Univ. of Alabama Press, 2019.[45] ISBN 978-0-817320065
  - Ai Hisano（久野愛）, Visualizing Taste: How Business Changed the Look of What You Eat, Harvard University Press, 2019.[46]　ISBN 978-0-674983892
- 第26回（2021年）：志田淳二郎『米国の冷戦終結外交：ジョージ・H・W・ブッシュ政権とドイツ統一』有信堂高文社。ISBN　978-4-8420-5579-4
- 第27回（2022年）：吉留公太『ドイツ統一とアメリカ外交』晃洋書房。ISBN　978-4-7710-3511-9
- 第28回（2023年）：
  - 長史隆『「地球社会」時代の日米関係：「友好的競争」から「同盟」へ 1970－1980 年』有志舎。ISBN　978-4-908672-57-6
  - Moriyama, Takahito（森山貴仁）, Empire of Direct Mail: How Conservative Marketing Persuaded Voters and Transformed the Grassroots, Lawrence: University Press of Kansas, 2022.[47] ISBN 978-0-700633418
  - Tokunaga, Yu（徳永悠）, Transborder Los Angeles: An Unknown Transpacific History of Japanese-Mexican Relations, Oakland: Univ. of California Press, 2022.[48] ISBN 978-0-520379794
- 第29回（2024年）：受賞作なし[49]。
- 第30回（2025年）[50]：
  - 佐藤清子『宗教の自由と不寛容のアメリカ史：19世紀の反カトリックとプロテスタント』東京大学出版会。ISBN　978-4-13-016049-0
  - 坪野圭介『遊園地と都市文学：アメリカン・メトロポリスのモダニティ』小鳥遊書房。ISBN　978-4-86780-040-9
  - Kazushi, Minami（南和志）, People’s Diplomacy: How Americans and Chinese Transformed US-China Relations during the Cold War, Ithaca: Cornell University Press, 2024. ISBN 9781501774140